# Rudolf Bosshard
Rudolf Bosshard, švicarski veslač, * 1890, † 1980.
Bosshard je za Švico nastopil na Poletnih olimpijskih igrah 1920, 1924 in 1928.
Na igrah leta 1920 je veslal v osmercu, ki je bil izločen v prvem krogu tekmovanja.
V švicarskem dvojnem dvojcu je na Poletnih olimpijskih igrah 1924 v Parizu osvojil bronasto medaljo. Njegov veslaški partner je bil takrat Heinrich Thoma.
Na igrah leta 1928 je bil s partnerjem Mauricom Riederjem v dvojnem dvojcu sedmi.